# After School (gruppo musicale)
Le After School (애프터스쿨?; giapponese: アフター·スクール) sono state un gruppo musicale sudcoreano, formatosi a Seul nel 2009, basata su un concetto di ammissione e diploma.

## Storia

### 2008-2009: nascita del gruppo, debutto e cambio nella formazione
Le After School si formarono da un'idea di Kahi, ex membro del gruppo femminile coreano-americano S-Blush, e di Hang Sung-soo, amministratore delegato della Pledis Entertainment, che decisero di produrre insieme un nuovo gruppo femminile. Kahi fu scelta come leader e gli altri membri che si aggiunsero a lei furono Bekah, Jungah, Jooyeon e Soyoung. La prima apparizione non ufficiale come gruppo del quintetto avvenne il 29 dicembre 2008 al SBS Song Festival, dove Kahi e Jungah eseguirono Play Girlz insieme a Son Dam-bi, mentre gli altri tre membri le fecero da ballerine durante la sua performance all'evento.

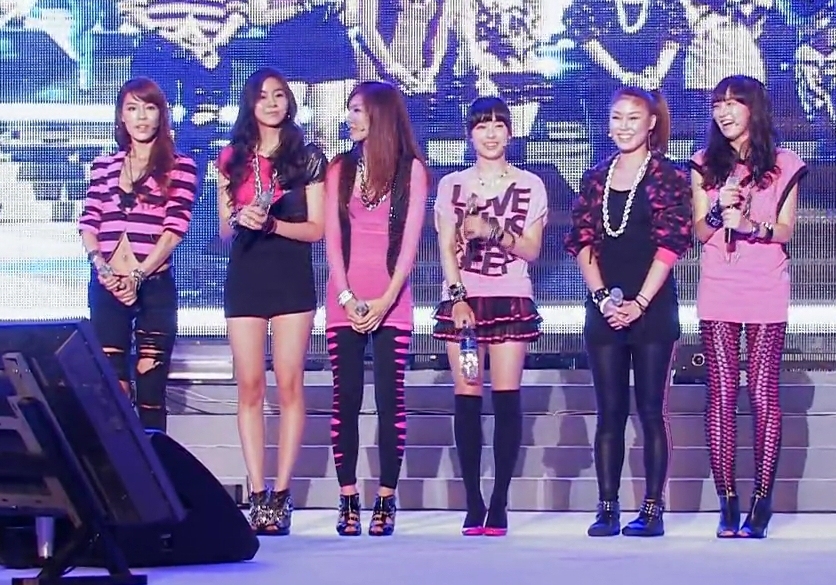
Le After School a luglio 2009.

Il 15 gennaio 2009 le After School debuttarono con l'album singolo New Schoolgirl, trainato dal brano Ah, iniziando le promozioni live due giorni dopo partendo dal programma Show! Eumak jungsim. Al quintetto fu impedito di esibirsi con Bad Guy, però, perché ritenuta non idonea a causa di una parolaccia nel testo. L'8 aprile fu annunciata l'entrata di un sesto membro, Uee, e il giorno seguente uscì il secondo singolo delle After School, Diva, che vinse il premio "Esordiente del mese" per il mese di aprile 2009 ai Cyworld Digital Music Awards. Il 21 maggio pubblicarono il terzo singolo, Dream Girl, cover di Love Machine delle Morning Musume., mentre il 16 luglio uscì il brano Amoled, collaborazione con Son Dam-bi per promuovere i cellulari Samsung. Contemporaneamente, le After School aprirono il Doll Domination Tour delle Pussycat Dolls insieme a Son Dam-bi per le date asiatiche del tour. Il 29 ottobre 2009 Soyoung lasciò il gruppo per diventare attrice e fu sostituita da due nuovi membri, Raina e Nana. Le After School tornarono sulla scena musicale il successivo 25 novembre con il singolo Because of You, che vinse tre premi a Inkigayo e raggiunse un all-kill. La canzone raggiunse anche il primo posto nella classifica Gaon mensile dei singoli a dicembre.

### 2010-2011:Bang!,Virgine il debutto in Giappone
All'inizio del 2010, le After School vinsero il premio "Migliori esordienti" ai Billboard Japan Music Awards e ai Seoul Music Award. Il 25 marzo uscì l'album singolo Bang!, la cui traccia omonima raggiunse la posizione 29 nella classifica digitale Gaon a fine anno con 2.374.731 milioni di download digitali. L'album singolo vide per la prima volta la partecipazione del nuovo membro Lizzy; quest'ultima, insieme a Nana e Raina, formò a giugno la sotto unità Orange Caramel. Il 6 dicembre, la Pledis Entertainment pubblicò l'album Happy Pledis 1st Album, collaborazione tra After School, Son Dam-bi e Orange Caramel. Una parte dei profitti fu donata a Save the Children. Bekah non partecipò alla promozione dell'album a causa di una pausa di due mesi per andare a trovare i genitori alle Hawaii.

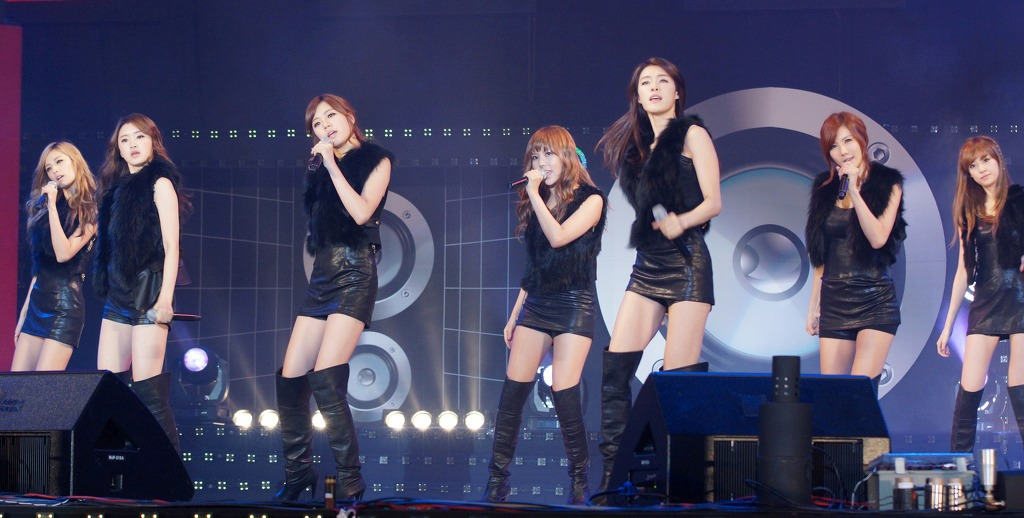
Le After School a dicembre 2011.

Il 27 gennaio 2011, l'etichetta annunciò di aver firmato un contratto con una casa discografica giapponese per far debuttare le After School in Giappone per la fine di marzo. Il gruppo cominciò le attività giapponesi collaborando con Namie Amuro nella canzone Make It Happen, che a marzo 2012 fu nominata "Miglior collaborazione" agli MTV Music Video Awards Japan. Sempre nel 2011 il gruppo fece un cameo nel film horror White - Jeoju-ui melody. Il primo album del gruppo, Virgin, fu pubblicato in Corea del Sud il 29 aprile e vide l'arrivo di E-Young, che portò il gruppo a nove membri. Il 23 luglio fu pubblicato nelle Filippine insieme a Bang! e Happy Pledis 1st Album, debuttando al primo posto della Philippines AstroChart, con Bang! e Happy Pledis 1st Album al secondo e al terzo posto.
Il debutto ufficiale in Giappone avvenne il 17 agosto con la pubblicazione del singolo Bang!, che raggiunse il settimo posto nella classifica settimanale Oricon. Bekah lasciò il gruppo prima del debutto in Giappone, però, per diventare una stilista. Il secondo singolo giapponese, Diva, uscì il 23 novembre, accompagnato dalla nuova canzone Ready to Love. Dopo l'uscita della compilation Happy Pledis 2011, le After School parteciparono al concerto live MTV EXIT con i The Click Five il 17 dicembre 2011 a Phnom Penh, Cambogia.

### 2012-2013: attività giapponesi, l'uscita di Kahi e l'arrivo di Kaeun
Il terzo singolo giapponese delle After School, formato da Rambling Girls e Because of You, fu pubblicato il 25 gennaio 2012, debuttando alla sesta posizione della classifica giornaliera dei singoli e al settimo nella classifica settimanale dei singoli. Il 29 febbraio pubblicarono il singolo digitale Just in Time per promuovere il primo album giapponese Playgirlz, uscito il 14 marzo. Alla fine di aprile il gruppo si imbarcò in un tour promozionale di quattro date. Il 5 giugno la Pledis Entertainment annunciò che Kahi avrebbe lasciato il gruppo per intraprendere una carriera da solista e frequentare lezioni di recitazione; la sua ultima esibizione fu il 17 giugno al Tokyo Dome City Hall, ma rimase nelle After School fino a settembre. Il 13 giugno uscì il quarto singolo giapponese Lady Luck/Dilly Dally, mentre il 20 giugno il gruppo tornò sulla scena coreana con l'album singolo Flashback, prima apparizione del nuovo membro Kaeun.

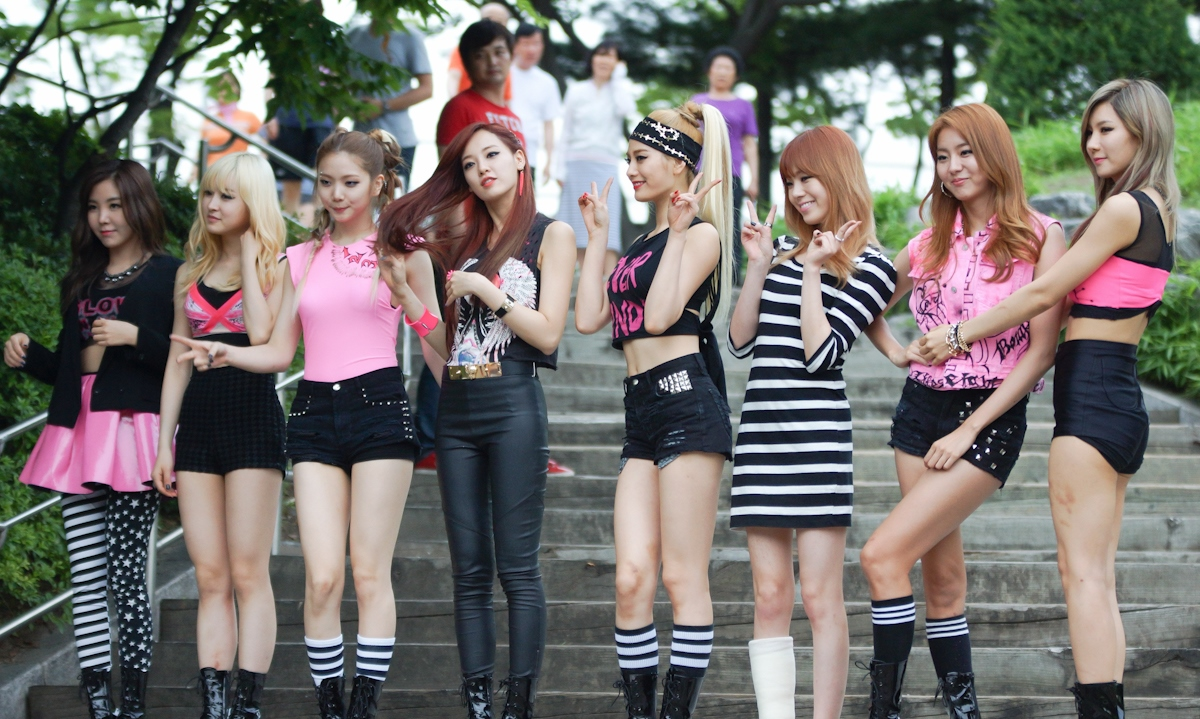
Le After School a un incontro con i fan nel 2013.

Il 27 marzo 2013 il gruppo pubblicò il primo album compilation, The Best of AFTERSCHOOL 2009-2012: Korea Ver. insieme al DVD live del concerto giapponese Playgirlz. Il sesto mini album coreano, First Love, fu pubblicato il 13 giugno. Il 2 ottobre uscì il quinto singolo giapponese Heaven, che debuttò alla sesta posizione della classifica giornaliera dei singoli Oricon con più di 18 596 copie vendute nella prima settimana; il 19 dicembre seguì un nuovo singolo, Shh.

### 2014:Dress to Kill, il diploma di Jooyeon,BESTe l'uscita di Jungah
All'inizio del 2014, il gruppo iniziò a filmare un varietà sulla bellezza intitolato After School's Beauty Bible, del quale fu realizzata una seconda stagione a settembre dato il discreto successo ottenuto. Intanto, il 20 febbraio le After School pubblicarono il brano Week in collaborazione con Brave Brothers per il suo decimo anniversario, e il 19 marzo il secondo album giapponese Dress to Kill, trainato dalla canzone Ms. Independent. Il gruppo si imbarcò poi in un secondo tour giapponese, Dress to SHINE, a novembre. Il successivo 31 dicembre il contratto di Jooyeon con la Pledis Entertainment giunse al termine e lo stesso giorno la cantante annunciò la sua uscita dal gruppo, che scese quindi a sette membri, lasciando Jungah come ultima rimasta della formazione iniziale.
Le After School pubblicarono il video di Shine il 9 febbraio 2015 per promuovere l'album delle loro miglior hit BEST, pubblicato il 18 marzo.
Il 28 gennaio 2016 il contratto di Jungah con l'agenzia giunse al termine e uscì dal gruppo.
La band si scioglie nel 2019.

## Formazione
La leader del gruppo era Kahi, che è stata sostituita da Jungah quando ha lasciato il gruppo.

### Formazione attuale
- Raina (라이나; Ulsan, 7 maggio 1989) – voce (2009-)
- Nana (나나; Cheongju, 14 settembre 1991) – voce (2009-)
- Lizzy (리지; Busan, 31 luglio 1992) – voce (2010-)
- E-Young (이영; Chuncheon, 16 agosto 1992) – voce (2010-)
- Kaeun (가은; Seul, 20 agosto 1994) – voce (2012-)

### Ex componenti
- Uee (유이; Daegu, 9 aprile 1988) – voce (2009- 2017)
- Soyoung (소영 ; Seul, 29 marzo 1986) – voce (2009)
- Bekah (베카 ; Honolulu, 11 agosto 1989) – rapper (2009-2011)
- Kahi (가희 ; Daegu, 25 dicembre 1980) – voce, rapper (2009-2012)
- Jooyeon (주연; Seul, 19 marzo 1987) – voce (2009-2014)
- Jungah (정아 ;Incheon, 2 agosto 1983) – voce (2009-2016)

### Sotto-unità
- Orange Caramel, formata nel 2010 da Nana, Raina e Lizzy. Raina è la leader.
- A.S. Red & Blue, due unità speciali create nel 2011 e decise dai voti dei fan. Le A.S. Blue erano formate da Jooyeon, Raina, Lizzy e E-Young, mentre le A.S. Red da Kahi, Jungah, Uee e Nana.

## Discografia

### Album in studio
- 2011 – Virgin
- 2012 – Playgirlz
- 2014 – Dress to Kill

### Raccolte
- 2013 – The Best of After School 2009–2012: Korea Ver.
- 2015 – Best

### Singoli
- 2009 – Ah
- 2009 – Diva
- 2011 – In The Night Sky
- 2011 – Wonder Boy
- 2012 – Lady Luck
- 2012 – Dilly Dally
- 2012 – Flashback
- 2013 – First Love